# Lamar (rivière)
Pour les articles homonymes, voir Lamar.
Ne doit pas être confondu avec Rivière Lamare.
La rivière Lamar (en anglais : Lamar River) est une rivière située dans le parc national de Yellowstone aux États-Unis. D'une longueur de 64 km, il s'agit d'un affluent de la rivière Yellowstone.

## Histoire
Avant l'étude géologique de 1884-1885, ce cours d'eau était simplement désigné comme une « branche orientale de la Rivière Yellowstone » (East Fork of the Yellowstone River). 
Au cours de cette étude, le géologue Arnold Hague lui donne son nom actuel en hommage à Lucius Quinctius Cincinnatus Lamar, qui fut secrétaire à l'Intérieur de mars 1885 à janvier 1888. La vallée de la rivière Lamar (Lamar Valley), décrite sous le nom de Secluded Valley (« vallée isolée ») par le trappeur Osborne Russell (en), ainsi que d'autres zones  du parc ou zones administratives contenant aussi le nom « Lamar », font également référence à cette personnalité.
En 1869, l'expédition Cook-Folsom-Peterson (en) rencontre la rivière  Lamar (East Fork) juste en amont de la section en canyon se jetant dans la rivière Yellowstone et remonte le courant jusqu'à la confluence de Calfee Creek où l'équipe campe le 16 septembre 1869.

## Géographie et affluents

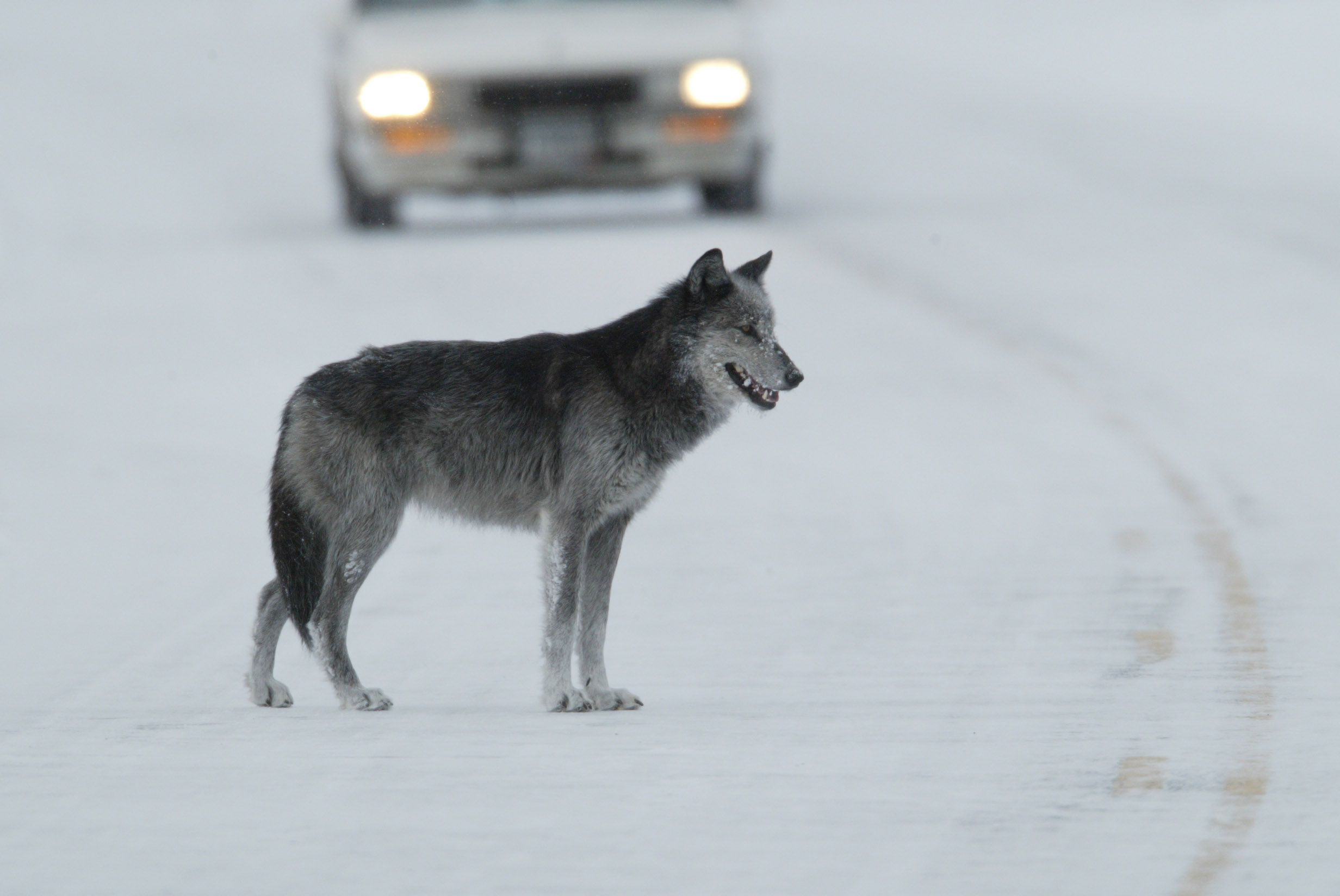
Un loup noir et gris femelle sur la chaussée enneigée, près du pont de la rivière Lamar.

Ce cours d'eau prend sa source dans la chaîne Absaroka, à la limite orientale du parc, et s'écoule vers le nord-ouest à travers la partie nord-est du parc.
Il est rejoint par de nombreux affluents, dont le Soda Butte Creek (en) et Slough Creek (en), et rejoint la rivière Yellowstone près de Tower Junction, juste en dessous du Grand Canyon de Yellowstone.
La rivière est une destination populaire pour la pêche à la mouche,, et elle est largement connue comme l'un des meilleurs endroits du parc national de Yellowstone pour observer la faune sauvage et notamment les grizzlis et les loups. Trois sites de cette vallée (Soda Butte, Crystal Creek et Rose Creek) ont été choisis pour la réintroduction du loup dans le parc en 1995. La rivière traverse une partie du parc durement touchée par les incendies de 1988 à Yellowstone.